# Saint-Estèphe (Gironde)
Saint-Estèphe ist ein französischer Weinbauort auf der Médoc-Halbinsel bei Bordeaux und gehört zum Département Gironde in der Region Nouvelle-Aquitaine. Die 23,54 km² große Gemeinde beherbergt 1.629 Einwohner (Stand 1. Januar 2022). Fast die Hälfte der Fläche der Gemeinde ist mit Rebstöcken bepflanzt. Die Gemeinde liegt ca. neun Kilometer nördlich von Pauillac sowie 57 km nordwestlich von Bordeaux. Die Einwohner werden Stéphanois genannt.
Die Gemeinde gliedert sich neben dem Hauptdorf in mehrere Weiler und viele Einzelgehöfte. Das Gemeindegebiet gehört zum Regionalen Naturpark Médoc.

## Bevölkerungsentwicklung
| Jahr                       | 1962 | 1968 | 1975 | 1982 | 1990 | 1999 | 2006 | 2017 |
| Einwohner                  | 2120 | 2171 | 2317 | 2118 | 1918 | 1799 | 1683 | 1615 |
| Quellen: Cassini und INSEE |      |      |      |      |      |      |      |      |

## Weinbaugebiet Saint-Estèphe
Der Ort markiert zugleich die nördlichste der vier Orts-Appellationen zum Weinbau; die anderen Orts-Appellationen des Médoc sind Pauillac, Saint-Julien und Margaux.
Die bekanntesten Weingüter von Saint-Estèphe sind die großen Güter Château Cos d’Estournel und Château Montrose, beide im Süden nahe der Ortsgrenze zur Nachbar-Gemeinde Pauillac gelegen. Neben ihnen gibt es über einhundert weitere, meist kleinere Weingüter.
Die Weine von Saint-Estèphe werden allgemein als etwas kräftiger, strenger befunden als die anderen Weine von der Médoc-Halbinsel; schon die winzigen kleinklimatischen Verschiebungen weniger Kilometer lassen sich im Wein erschmecken. Viele Weingüter bringen darum auch mehr von der früher ausreifenden Merlot-Rebe in ihre Weinmischung, in die Cuvées ein, was die Weine runder, süffiger und früher trinkreif macht.
Gemäß der Bordeauxwein-Klassifikation von 1855 (siehe hierzu auch den Artikel Bordeauxwein (Klassifikation)) verfügt Saint-Estèphe über 2 Deuxièmes Crus Classés (Château Montrose und Château Cos d’Estournel), über einen Troisième Grand Cru Classé (Château Calon-Ségur), über einen Quatrième Grand Cru Classé (Château Lafon-Rochet) sowie über einen Cinquième Grand Cru Classé (Château Cos Labory).

## Sehenswürdigkeiten

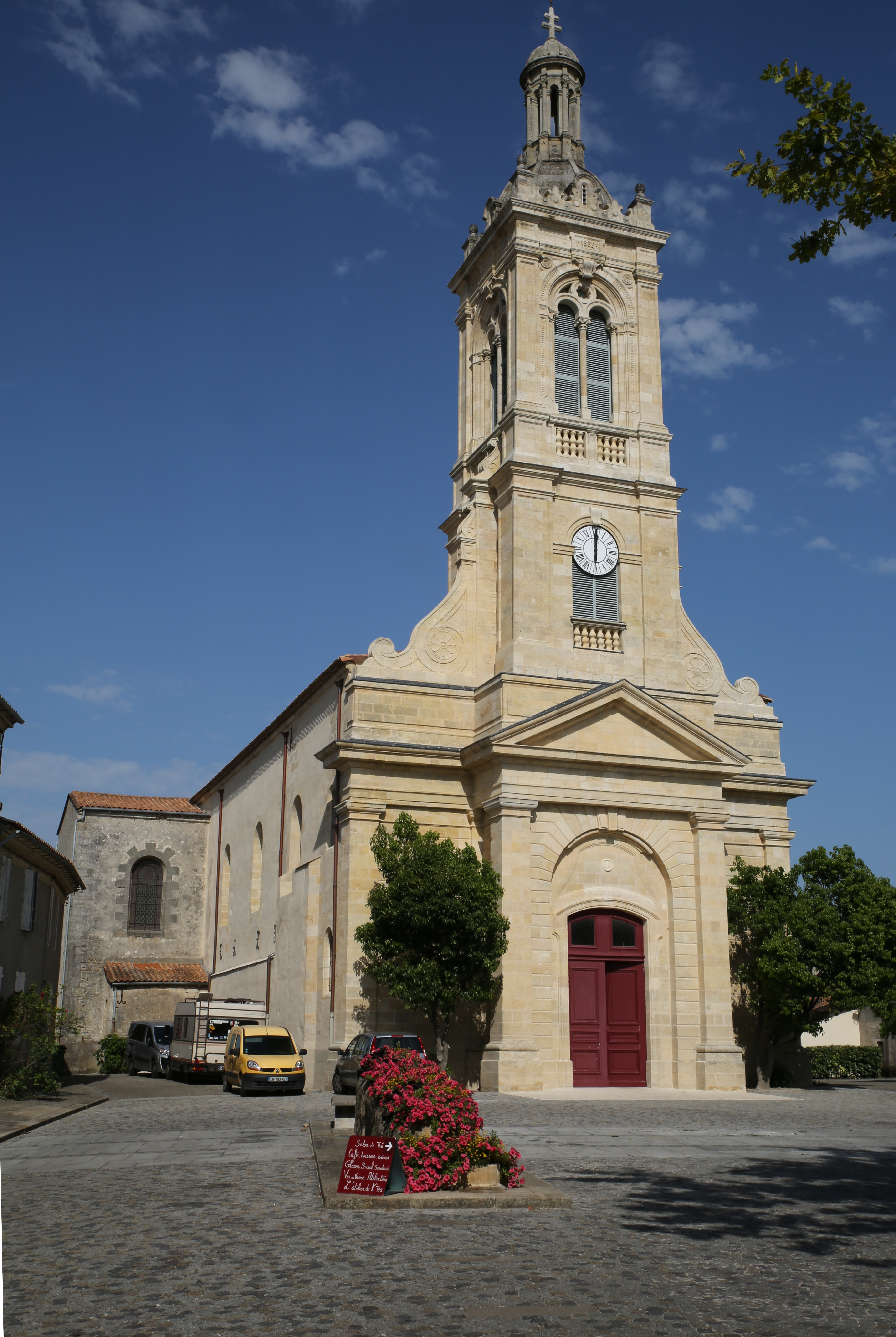
Kirche St-Estephe

- Kirche St-Estephe (Monument historique)

## Gemeindepartnerschaften
Saint-Estèphe unterhält eine Partnerschaft mit dem niedersächsischen Flecken Bevern.